# Collection - Ao Vivo 10 Anos
Collection - Ao Vivo 10 Anos é o terceiro álbum ao vivo e sétimo trabalho musical da cantora Eyshila, lançado em 2006 pela gravadora MK Music. O álbum consiste em uma releitura dos maiores sucessos da cantora regravados com novos arranjos, ganhando versão em CD e DVD, com produção artística de Marina de Oliveira.
O registro ao vivo foi realizado na Riosampa (Nova Iguaçu, RJ).
O projeto contou com a participação de Fernanda Brum na faixa "Vem Encher-me", do saxofonista Josué Lopes na faixa "Vou Glorificar" e do compositor Klênio na faixa "O Senhor é Bom".

## Faixas
1. Chuva de Poder
2. Tira-me do Vale
3. Fala Comigo
4. Eu Quero Ser Santo
5. Deus Proverá
6. Salmo 1
7. Vou Glorificar
8. Na Casa de Deus
9. Posso Clamar
10. Terremoto
11. Senhor, Eu Te Amo
12. Vem Encher-me
13. O Senhor é Bom
14. Vontade de Adorar